# John Coltrane
John William Coltrane (Hamlet, Sjeverna Karolina, 23. rujna 1926. – New York, New York, 17. srpnja 1967.), američki jazz saksofonist.
Bio je saksofonist i skladatelj sjajne tehnike i improvizacije. Neposredno je oblikovao cijelu jednu generaciju glazbenika i to ne samo jazz glazbenika, već i rock glazbenika i protagonista raznih glazbenih "fuzija" koje su počele javljati početkom sedamdesetih godina. Njegove improvizacije često su u modusima i ljestvicama drugačijima od uobičajenog dura i mola. Bio je vrlo zainteresiran za arapsku i indijsku glazbu. 

## Vanjske poveznice
http://www.johncoltrane.com/